# Czesław Miłosz
Czesław Miłosz (Šeteniai, Litva, 30. lipnja 1911. – Krakov, 14. kolovoza 2004.) poljski pjesnik i pisac, nobelovac.
Rođen 1911. u Litvi, gdje je pohađao privatne škole, a poslije gimnaziju u Vilniusu. Studirao je polonistiku i pravo. 
U književnosti se pojavio s manjom zbirkom poezije Poema o ukočenom vremenu. 
U svojim kasnijim djelima stilski je bio blizak Aleksandru Watu i njegovoj temi katastrofizma (koja se javila još kod Witkacyja), ali je Miłoszev katastrofizam imao manju dubinu u tragičnom doživljaju svijeta. Osim toga je pokazivao zabrinutost za sudbinu kulture, zbog čega je pisao pjesme bez određenog sadržaja, te crpio teme iz primitivne i barbarske kulture tadašnjeg vremena, što se može vidjeti u njegovoj pjesmi Z Chłopa król (Kralj seljak). 
U svom je životu mnogo proputovao, što zbog vlastitih razloga, što zbog vanjskih prilika odnosno neprilika. 1931. godine je kao stipendist boravio u Parizu, gdje se susreo s novim smjerovima u književnosti. 1937. godine vraća se u Varšavu, gdje tinja predratno ozračje i osjeća se napetost u zraku. Potaknut tim okolnostima pokušava pobjeći u Rumunjsku, međutim ne uspijeva, tako da 1941. godine, za vrijeme rata, i dalje boravi u Varšavi, živeći pod lažnim imenom i s lažnim dokumentima, radeći u poljskoj književnoj polulegalnosti i pišući pjesme i eseje. 
Nakon Varšavskog ustanka 1944. godine, koji je izbio protiv njemačke okupacije, sa ženom Janinom odlazi u tada slobodni Krakov, a odande uspijeva dobiti diplomatski posao u SAD-u, gdje boravi u New Yorku, a zatim u Washingtonu. Tijekom boravka u SAD-u nije se bavio književnošću. 
Godine 1949. bez supruge ponovno dolazi u Poljsku, gdje mu oduzimaju putovnicu, nazivajući ga izdajicom. Nekako uspijeva dobiti natrag svoju putovnicu pa odlazi u Francusku kao kulturno-politički emigrant tražeći politički azil, namjeravajući se vratiti obitelji u Ameriku. Zbog toga ga i u Francuskoj nazivaju izdajicom i kukavicom te ga napadaju sa svih strana.
U političkom azilu je napisao svoje najpoznatije djelo Zasužnjeni um, za koje je 1980. godine dobio Nobelovu nagradu za književnost.
Osim toga napisao je brojna druga djela od kojih su poznatija Dolina Issy (Dolina rijeke Isse, 1953. – 1955.), Rodzinna Europa (Rodbinska Europa, 1959.), Widzenia nad zatoką San Francisco (Priviđenja nad zaljevom San Francisco, 1969.), Ziemia Urlo (Zemlja Urlo, 1977.) i druge.